# In Rock (album)
In Rock è il secondo album del supergruppo statunitense The Minus 5,  
Esiste una edizione deluxe dell'album, pubblicata nel 2006, contenente 14 tracce.

## Tracce
1. Dear My Inspiration – 4:55
2. Over the Sea – 3:57
3. Courage is the Smallest Bird – 4:44
4. The Night Chicago Died – 3:42
5. Emperor of the Bathroom – 4:20
6. In a Lonely Coffing – 4:36
7. The Little Black Egg – 3:49
8. Lies of the Living Dead – 4:28
9. Doctor of Evil – 5:14
10. Basing Street – 4:02
11. Myrna Loy – 5:42

## Formazione
- Ken Stringfellow - voce, chitarra
- Ben Gibbard - chitarra
- Scott McCaughey - chitarra
- Terry Adams - tastiera
- Peter Buck - basso
- Bill Rieflin - batteria